# Johann August Turszky

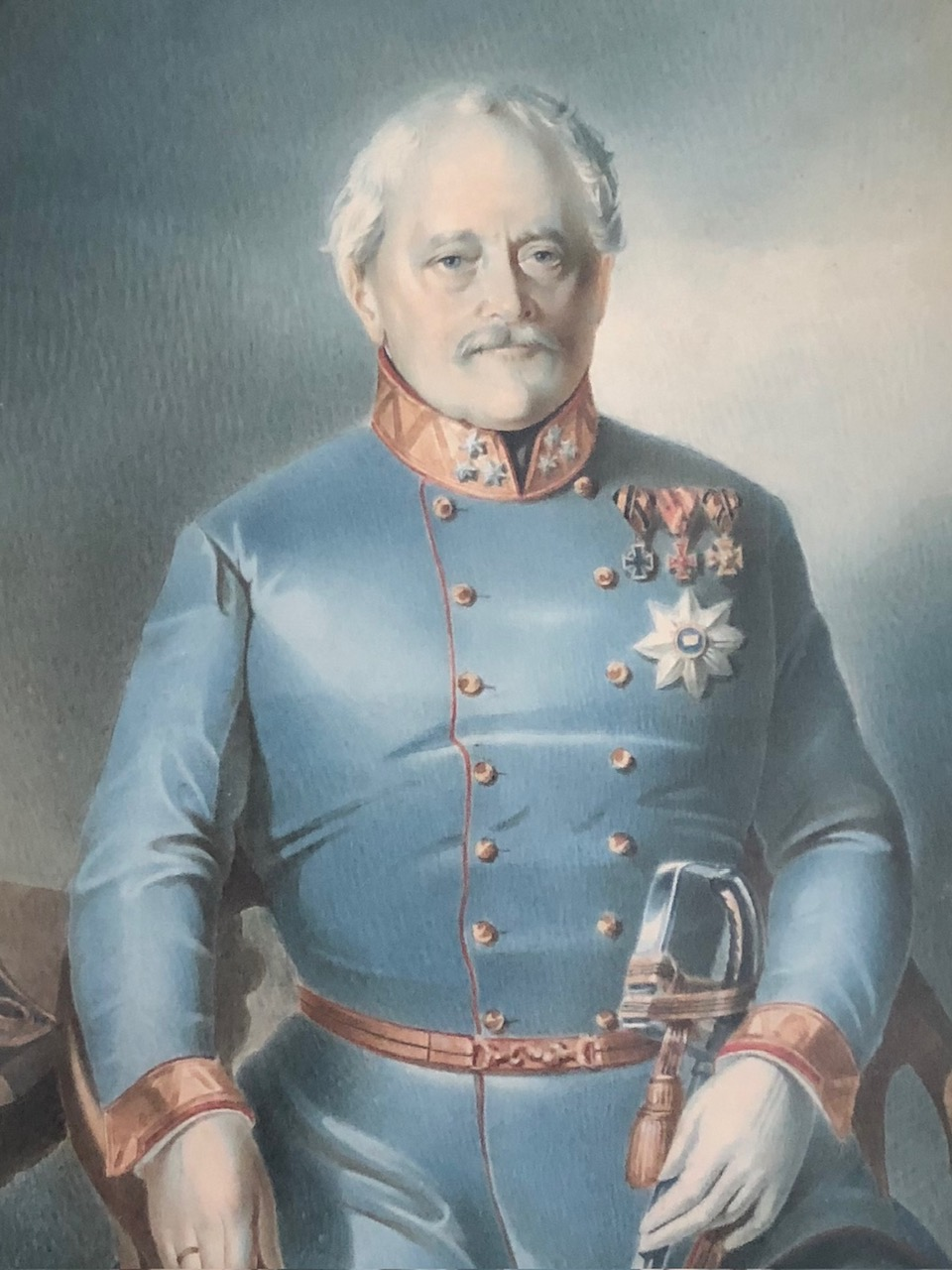
FZM Joh. August Frhr. v. Turszky

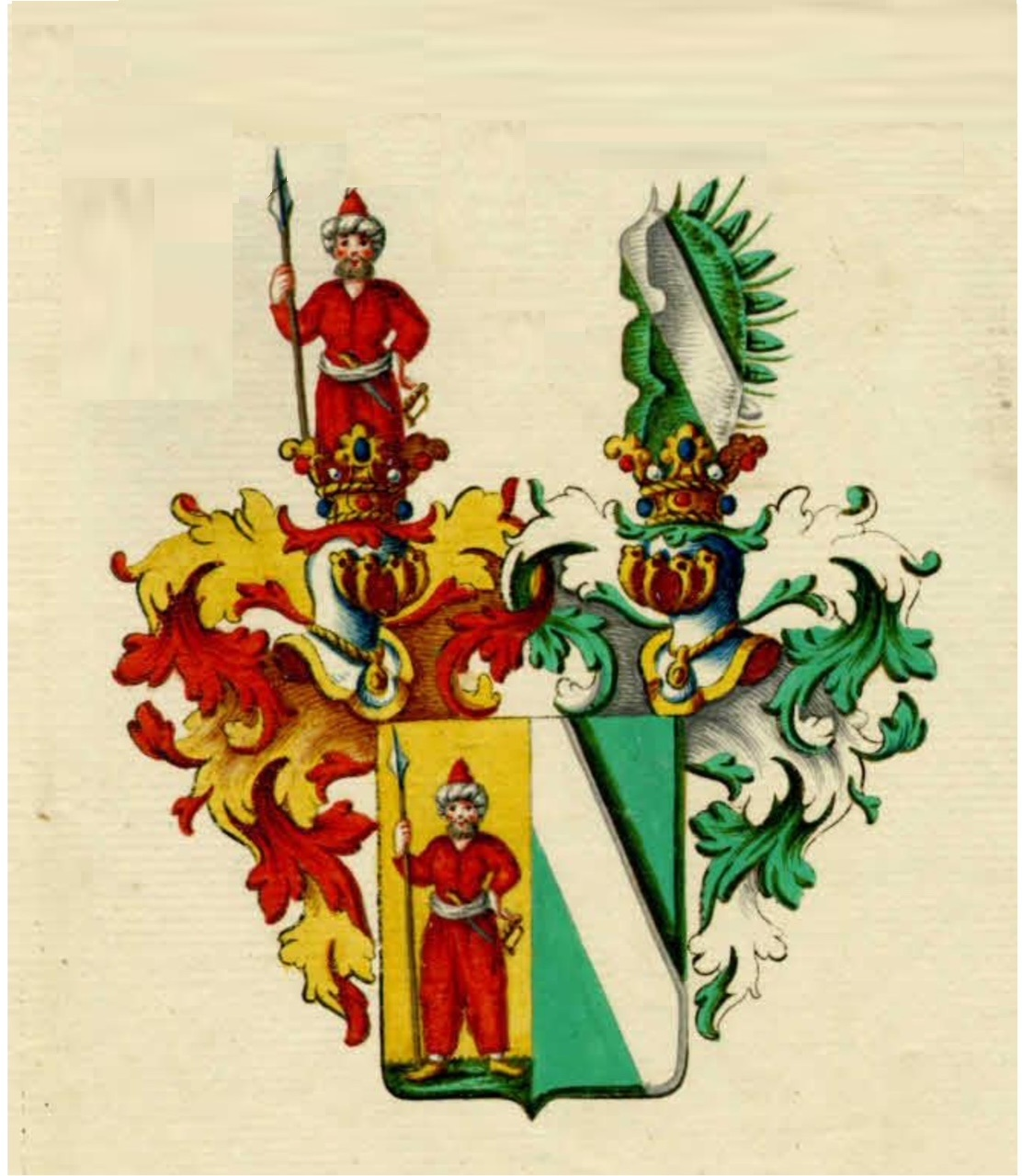
Wappen des Freiherrn Joh. August von Turszky

Johann August Turszky, ab 1818 Johann August Ritter von Turszky, ab 1848 Johann August Freiherr von Turszky (* 25. Juni 1778 in Teschen in Schlesien (heute: Cieszyn, Polen); † 23. Jänner 1856 in Wien), war ein österreichischer Feldzeugmeister, Jurist und Präsident des Allgemeinen Militär-Appellationsgerichtshofes.

## Familie
Johann August Freiherr von Turszky war mit Babette von Prosz (1790–1860) verheiratet. Da seine Ehe kinderlos blieb, nahm er später seinen leiblichen Neffen Joseph Turszky (1812–1881) an Kindesstatt an und beantragte für den damals als Major im Warasdiner Militär-Grenz-Infanterie-Regiment dienenden Adoptivsohn anschließend eine Ritterstandsübertragung, die von Kaiser Ferdinand I. mit Allerhöchster Entschließung vom 18. März 1840 genehmigt wurde. So konnte sein Stamm zwar zunächst mit seinem Adoptivsohn und Neffen fortgesetzt werden, erlosch bei dessen Ableben 1881 aber dennoch, da auch die Ehe des nachmaligen k.k. Obersten a. D. Joseph Ritter von Turszky, der seit 1855 mit Marie Daffinger geb. Smolenitz Edle von Smolk (1808–1880), der Witwe des Wiener Biedermeiermalers Moritz Michael Daffinger, verheiratet war, kinderlos blieb.

## Leben und Ausbildung
Johann August Turszky war als Sohn eines in Teschen lebenden Kreiskommissärs angesichts der Mittellosigkeit seines mit neun Kindern gesegneten Vaters auf ein Teuffenbach’sches Stipendium angewiesen, um in Wien und Prag ein Jurastudium absolvieren zu können, nach dessen Beendigung mit Auszeichnung er Ende 1798 seine Militärlaufbahn als beeideter Auditoriatspraktikant beim Hofkriegsrat in Wien begann. Am 1. Jänner 1801 wurde er als Auditor dem damals neu errichteten IR Nr. 63 „Erzherzog Joseph“ zugeteilt. Nachdem er dort bis 25. August 1805 gedient hatte, inzwischen zum Oberlieutenant-Auditor vorgerückt und im selben Jahr in den Generalquartiermeisterstab übernommen wurde, wechselte er von seinem militärischen Richteramt in den Truppendienst, wurde als Hauptmann in den Generalstab eingereiht und nahm in Italien an den Kämpfen im Dritten Koalitionskrieg teil. Nach dem Frieden von Pressburg 1805 wurde Turszky im März 1806 zum IR Nr. 59 „Alexander von Jordis“ versetzt und in der nachfolgenden Friedenszeit bei der Militärverwaltung von Kroatien in der Landesaufnahme eingesetzt, bis er im April 1809 wieder in den Generalstab und zur Armee von Erzherzog Johann in Italien zurückbeordert wurde. Nach dem Frieden von Schönbrunn wurde Turszky am 1. Jänner 1810 zur IR Nr. 52 „Erzherzog Franz Carl“ versetzt, wo er die Grenzregulierung an der Save vorzunehmen hatte und 1811 mit der Landvermessung im Temeser Banat und in Siebenbürgen betraut war. Danach erneut dem Generalstab zugeteilt, wurde er 1813/1814 bei der Wiedereroberung von Dalmatien als Generalstabschef im Armeecorps von General Franz Tomassich eingesetzt. Anfang Dezember 1813 wurde Zara eingenommen und Turszky mit Truppen unter Feldzeugmeister Todor Milutinović nach Süddalmatien entsandt, wo es gelang, die Franzosen zur Kapitulation zu zwingen und montenegrinische Aufständische aus der Bucht von Kotor zu vertreiben.
Von Oktober 1813 bis Ende 1814 war Dalmatien vollständig besetzt und Zara, Ragusa, Klissa, die Forts St. Nicolo bei Sebenico und Lessina sowie Knin konnten nach zum Teil erheblichem Widerstand rückerobert werden. Das Verdienst, Dalmatien in so kurzer Zeit unterworfen zu haben, wobei nicht nur die in festen Plätzen verlegten französischen Truppen zu bekämpfen, sondern auch die kriegslustigen Bewohner zu gewinnen sowie die in der Bucht von Kotor eingenisteten Montenegriner zu vertreiben waren, gebührte Turszky nicht weniger als seinem Vorgesetzten Feldzeugmeister Milutinović, was von Kaiser Franz I. am 22. September 1814 mit der Beförderung zum Major, dem Ritterkreuz des Österreichisch-kaiserlichen Leopold-Ordens und damit verbunden am 29. Oktober 1818 mit der Erhebung in den erbländischen österreichischen Ritterstand gewürdigt wurde. 1814 war Turszky nach den Friedensbestimmungen des Wiener Kongresses beauftragt worden, die Inseln Lissa, Curzola, Calamatta, Mezzo und Giuppana sowie jene vor der ehemaligen Stadtrepublik Ragusa, die von den Briten besetzt waren, zu übernehmen. Nach dieser Mission wurde Turszky 1816-1824 in der Militär-Justiznormalien-Kommission in Wien eingesetzt, kehrte nach seiner am 24. Mai 1824 erfolgten Beförderung zum Oberstleutnant aber wieder in das St. Georger-Grenz-Infanterie-Regiment Nr. 6 zurück, wo er im September 1829 zum Oberst und Regimentskommandanten ernannt wurde. Im Juli 1830 übernahm er das Kommando über das Oguliner-Grenz-Infanterie-Regiment Nr. 3 und, mittlerweile zum Generalmajor aufgerückt, im Dezember 1834 das Brigade- und Festungskommando in Ragusa und danach das Brigadekommando in Zara, wo er oft auch die Stelle des kommandierenden Generals vertrat.
Bei neuerlichen Kämpfen gegen montenegrinische Freischärler 1838 und 1841 machte sich Turszky dermaßen verdient, dass er zunächst dem Gouverneur Feldzeugmeister Grafen Lilienberg als Berater zur Seite gestellt und nach Lilienbergs Ableben am 6. Februar 1840 selbst zum Verweser des Zivil- und Militärguberniums in Dalmatien befördert wurde. In dieser Funktion erzielte er seinen ersten Erfolg 1841 mit der Beilegung von Grenzstreitigkeit mit den ruhelosen und räuberischen Montenegrinern, die danach ihre ständigen Einfälle endlich beendeten. In Anerkennung dieses Verdienstes wurde Turszky am 10. Jänner 1842 außertourlich zum Feldmarschallleutnant und Geheimen Rat, kurze Zeit später zum wirklichen Zivil- und Militär-Gouverneur von Dalmatien und schließlich am 22. Mai 1844 auch noch zum Inhaber des Infanterie-Regiments Nr. 62 ernannt. Durch seine sehr geschickte Leitung der Provinz sicherte er sich einen bleibenden Platz in der bis dahin wechselhaften Geschichte Dalmatiens und trug viel zur Verbesserung der Verwaltung, aber auch zum Aufbau des Schulwesens im Sinne einer sprachlichen „Wiedergeburt“ der kroatischen Nation bei. Als 1847 infolge einer Inflation unter der Bevölkerung eine große Not ausbrach, griffen er und seine Gemahlin den Menschen selbstlos und beispielhaft unter die Arme, indem sie aus eigenen Mitteln und ohne langes Fragen opferten, soviel ihnen nur möglich war. Denn aus seinem Amtsverständnis heraus sah sich Turszky verpflichtet, anstelle des Monarchen das Volk zu unterstützen, indem er dessen Elend milderte, Verzweifelte tröstete und Bedrängten beistand, was von Kaiser Ferdinand I. am 20. Jänner 1848 dann auch mit der Verleihung des Ordens der Eisernen Krone (Österreich) I. Klasse sowie der damit verbundenen Erhebung in den Freiherrnstand entsprechend gewürdigt wurde.
Zudem verstand es Turszky selbst im turbulenten Jahr 1848, durch Klugheit und Mäßigung revolutionäre Tendenzen von seiner Provinz fernzuhalten und die ungestörte Ordnung stets aufrechtzuerhalten. Leider griffen jedoch die damaligen stürmischen Ereignisse auch Turszkys Gesundheit dermaßen an, dass er von sich aus um seine Enthebung vom Posten des Gouverneurs bat und nach Entsprechung dieses Wunsches am 7. Dezember 1848 Dalmatien in der Absicht verließ, seine Tage zurückgezogen in Graz zu beschließen. Kaum dort angelangt, erhielt er jedoch einen neuerlichen Ruf nach Wien, um dort provisorisch den vakant gewordenen Posten als Präsident des Allgemeinen Militär-Appellations-Gerichtshofes zu übernehmen. Zwei Jahre später wurde er zum wirklichen Präsidenten des Gerichtshofes und im April 1854 auch noch zum Feldzeugmeister ernannt. Sein hohes Richteramt versah Turszky noch, bis er am 23. Jänner 1856 nach längerer Krankheit im 78. Lebensjahr in Wien an einer Lungenentzündung starb. Sein Begräbnis fand am 26. Jänner 1856 am Friedhof St. Marx statt.

## Auszeichnungen und Ehrungen
- Ritterkreuz des Leopoldordens (29. Oktober 1818)
- Orden der Eisernen Krone I. Klasse (1848)